# Anita Stenberg
Anita Yvonne Stenberg (Drammen, 28 agosto 1992) è una pistard norvegese, campionessa europea nello scratch nel 2022, nella corsa a punti nel 2023 e nell'omnium nel 2024. Nel 2020 ha inoltre vinto la medaglia di bronzo nella corsa a punti ai Mondiali di Berlino.

## Palmarès

### Pista
- 2012

Campionati norvegesi, 500 metri a cronometro
- 2013

Campionati norvegesi, 500 metri a cronometro
Campionati norvegesi, Inseguimento individuale
- 2014

Campionati norvegesi, 500 metri a cronometro
Campionati norvegesi, Inseguimento individuale
Campionati norvegesi, Velocità a squadre (con Josephine Hansen)
- 2015

Milton, Scratch
Campionati norvegesi, 500 metri a cronometro
Campionati norvegesi, Inseguimento individuale
Campionati norvegesi, Keirin
Campionati norvegesi, Omnium
Campionati norvegesi, Corsa a punti
Campionati norvegesi, Scratch
- 2016

Campionati norvegesi, 500 metri a cronometro
Campionati norvegesi, Inseguimento individuale
Campionati norvegesi, Keirin
Campionati norvegesi, Omnium
Campionati norvegesi, Corsa a punti
Campionati norvegesi, Scratch
Campionati norvegesi, Velocità a squadre (con Josephine Hansen)
- 2017

Panevezys, Corsa a punti
Campionati norvegesi, 500 metri a cronometro
Campionati norvegesi, Inseguimento individuale
Campionati norvegesi, Corsa a eliminazione
Campionati norvegesi, Keirin
Campionati norvegesi, Omnium
Campionati norvegesi, Corsa a punti
Campionati norvegesi, Scratch
Campionati norvegesi, Velocità
- 2018

Rotterdam Track Cup, Corsa a punti
Rotterdam Track Cup, Omnium
GP Tula, Scratch
Classifica generale Coppa del mondo 2017-2018, Corsa a punti
Campionati norvegesi, 500 metri a cronometro
Campionati norvegesi, Keirin
Campionati norvegesi, Velocità
- 2019

Campionati norvegesi, 500 metri a cronometro
Campionati norvegesi, Inseguimento individuale
Campionati norvegesi, Keirin
Campionati norvegesi, Omnium
Campionati norvegesi, Corsa a punti
Campionati norvegesi, Scratch
Campionati norvegesi, Velocità
3ª prova Coppa del mondo, Scratch (Hong Kong)
- 2021

Campionati norvegesi, Omnium
Campionati norvegesi, Corsa a eliminazione
Campionati norvegesi, Corsa a punti
Campionati norvegesi, Scratch
Campionati norvegesi, Velocità
Trofeu Alves Barbosa, Omnium
Trofeu Sun live, Omnium
- 2022

Troféu Internacional de Anadia, Omnium
Life`s an Omnium, Omnium
Campionati europei, Scratch
GP Framar, Scratch
GP Framar, Corsa a punti
GP Framar, Omnium
GP Duratec, Omnium
GP Norway, Scratch
GP Norway Omnium
GP Stavanger, Omnium
Palma de Mallorca, Corsa a eliminazione
Campionati norvegesi, Omnium
Campionati norvegesi, Corsa a eliminazione
Campionati norvegesi, Corsa a punti
Campionati norvegesi, Scratch
Campionati norvegesi, Velocità
- 2023

Campionati europei, Corsa a punti
Coppa delle Nazioni, Corsa a eliminazione (Milton)
Singen, Omnium
GP Budapest, Scratch
GP Budapest, Corsa a punti
GP Budapest, Omnium
GP Budapest, Corsa a eliminazione
Memorial Miquel Poblet, Omnium
Saint-Quentin-en-Yvelines, Corsa a punti
Campionati norvegesi, Omnium
Campionati norvegesi, Keirin
Campionati norvegesi, Corsa a punti
Campionati norvegesi, Scratch
- 2024

Campionati europei, Omnium
GP Framar, Omnium
GP Praha, Omnium
Memorial Miquel Poblet, Omnium
Apeldoorn, Corsa a eliminazione
London, Scratch
- 2025

Campionati europei, Corsa a punti

## Piazzamenti

### Competizioni mondiali
- Campionati del mondo su pista

Hong Kong 2017 - Scratch: 16ª
Hong Kong 2017 - Omnium: 15ª
Hong Kong 2017 - Corsa a punti: 10ª
Apeldoorn 2018 - Omnium: 9ª
Apeldoorn 2018 - Corsa a punti: 19ª
Pruszków 2019 - Scratch: 10ª
Pruszków 2019 - Omnium: 15ª
Berlino 2020 - Scratch: 7ª
Berlino 2020 - Omnium: 9ª
Berlino 2020 - Corsa a punti: 3ª
Roubaix 2021 - Scratch: 12ª
Roubaix 2021 - Corsa a eliminazione: 17ª
Roubaix 2021 - Omnium: 21ª
Roubaix 2021 - Corsa a punti: 8ª
Saint-Quentin-en-Yvelines 2022 - Scratch: 18ª
Saint-Quentin-en-Yvelines 2022 - Corsa a punti: 7ª
Saint-Quentin-en-Yvelines 2022 - Omnium: 5ª
Glasgow 2023 - Scratch: 9ª
Glasgow 2023 - Corsa a eliminazione: 8ª
Glasgow 2023 - Omnium: 13ª
Ballerup 2024 - Scratch: 5ª
Ballerup 2024 - Corsa a punti: 13ª
Ballerup 2024 - Omnium: 3ª
Ballerup 2024 - Corsa a eliminazione: 19ª
- Giochi olimpici

Tokyo 2020 - Omnium: 5ª
Parigi 2024 - Omnium: 8ª

### Competizioni europee
- Campionati europei su pista

Anadia 2012 - Corsa a punti Under-23: 16ª
Anadia 2012 - Omnium Under-23: 11ª
Anadia 2013 - Corsa a punti Under-23: 11ª
Anadia 2013 - Omnium Under-23: 9ª
Anadia 2014 - Corsa a punti Under-23: 10ª
Anadia 2014 - Omnium Under-23: 8ª
Grenchen 2015 - Scratch: 10ª
Grenchen 2015 - Omnium: 13ª
Saint-Quentin-en-Yvelines 2016 - Scratch: 8ª
Saint-Quentin-en-Yvelines 2016 - Corsa a punti: 11ª
Saint-Quentin-en-Yvelines 2016 - Omnium: 5ª
Berlino 2017 - Corsa a punti: 4ª
Berlino 2017 - Omnium: 7ª
Pordenone 2019 - Derny: 6ª
Apeldoorn 2019 - Scratch: 17ª
Apeldoorn 2019 - Omnium: 15ª
Apeldoorn 2019 - Corsa a punti: 10ª
Grenchen 2021 - Scratch: 15ª
Grenchen 2021 - Corsa a eliminazione: 13ª
Grenchen 2021 - Omnium: ritirata
Monaco di Baviera 2022 - Scratch: vincitrice
Monaco di Baviera 2022 - Corsa a punti: 8ª
Monaco di Baviera 2022 - Omnium: 4ª
Grenchen 2023 - Omnium: 8ª
Grenchen 2023 - Corsa a punti: vincitrice
Grenchen 2023 - Scratch: 8ª
Apeldoorn 2024 - Omnium: vincitrice
Apeldoorn 2024 - Corsa a punti: 2ª
Apeldoorn 2024 - Scratch: 8ª
Apeldoorn 2024 - Corsa a eliminazione: 6ª
Heusden-Zolder 2025 - Corsa a punti: vincitrice
- Giochi europei

Minsk 2019 - Corsa a punti: 7ª
Minsk 2019 - Scratch: 5ª
Minsk 2019 - Omnium: 10ª